# ناحیه نورآتا
ناحیهٔ نورآتا (به ازبکی: Nurota tumani، نورآته تومنی) یک ناحیه در ازبکستان است که در ولایت نوایی واقع شده‌است. ناحیه نورآتا ۷۸٬۹۰۰ نفر جمعیت دارد.